# Glenn Russell Dubin

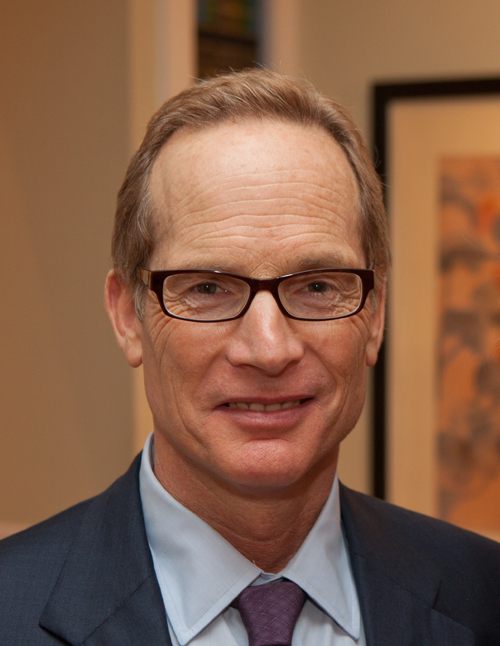
Glenn Dubin (2010)

Glenn Russell Dubin (* 13. April 1957) ist ein US-amerikanischer Hedgefonds-Manager und Milliardär.

## Leben
Glenn Russell Dubin wurde als Sohn einer jüdischen Familie aus der Mittelschicht im New Yorker Stadtteil Washington Heights geboren. Er besuchte zunächst eine öffentliche Schule in Washington Heights und wechselte danach auf das College an der Stony Brook University, wo er 1978 seinen Abschluss in Wirtschaftswissenschaften machte. Später wurde er Geschäftsführer von Dubin & Co. LP, einer privaten Investmentgesellschaft, die ein Portfolio von operativen Unternehmen und anderen Investitionen verwaltet. Zudem fungierte er als Mitbegründer von Highbridge Capital Management, einer alternativen Vermögensverwaltungsgesellschaft mit Sitz in New York City, sowie als Gründungsmitglied der Robin Hood Foundation.
Er ist mit der schwedischen Ärztin Eva Andersson verheiratet, mit der er drei gemeinsame Kinder hat. Nachdem sie eine Brustkrebserkrankung überstanden hatte, gründete Andersson im Jahr 2010 mit finanzieller Unterstützung ihres Ehemannes das nach ihm benannte Dubin Breast Center, ein Brustkrebs-Zentrum am Mount Sinai Hospital in New York.
Im August 2019 wurden Verbindungen Dubins zu Jeffrey Epstein öffentlich gemacht, einschließlich der Vorwürfe der Verwicklung in Epsteins Kindermissbrauchsring. Zeitweilig soll Epstein vorgehabt haben, der Tochter von Dubin durch eine Scheinheirat sein Vermögen zu übertragen.

## Vermögen
Forbes gibt sein Vermögen 2021 mit 2 Milliarden US-Dollar an.